# BLRT Grupp
BLRT Grupp (аббр. от эст. Balti Laevaremonditehas — Балтийский cудоремонтный завод) — один из крупнейших промышленных концернов в регионе Балтийского моря и одна из самых успешных компаний Эстонии. Адрес штаб-квартиры концерна: Таллин, улица Копли, 103/38.
«BLRT Grupp» сегодня — это более 70 предприятий, которые активно работают и развиваются на рынках Эстонии, Латвии, Литвы, Польши, Украины, Финляндии и Норвегии и до 2022 года — России.

## История
Исторической датой основания концерна считается 12 июня 1912 года, когда было принято решение о строительстве Русско-Балтийского судостроительного завода в Ревеле.
Выбранное под строительство место на полуострове Копли оказалось очень удобным, так как находилось всего в пяти верстах от города, могло быть соединено с ним железнодорожной сетью, а левый берег полуострова выходил в глубокую и защищенную от ветров бухту с выходом в море. В то время здесь не было никакой инфраструктуры — только лес и неосвоенная земля. При строительстве завода было задействовано примерно 10 000 человек. Всего за три года были готовы производственные помещения и стапели, и уже в 1915 году на воду было спущено первое судно — «эскадренный миноносец Гавриил». 
Историческая дата основания предприятия — 29 июня 1947 года, когда в Таллине начал работать его предшественник — «Балтийский судоремонтный завод». 
Дата внесения концерна в регистр предприятий (фактическая дата основания) — 25 сентября 1996 года. Наименование «BLRT Grupp» концерн носит с 2001 года.

## Дочерние предприятия концерна
По состоянию на июль 2023 года, в состав концерна входило 71 дочернее предприятие:
в Эстонии
- BLRT Masinaehitus OÜ — машиностроительная компания, основанная в 2002 году. Занимается серийным производством и обработкой металлических изделий и конструкций промышленного назначения: для энергетического и транспортного машиностроения, целлюлозно-бумажной, деревообрабатывающей и многих других отраслей промышленности.
- BLRT Rekato OÜ — изготовление и установка трубопроводов из легированной и нержавеющей стали, пластика, алюминия, меди; модернизация судовых топливных систем, систем пожаротушения, систем очистки балластных вод «WBTS», система очистки выхлопных газов «Scrubber» и других систем.
- BLRT ERA AS — ремонт электрооборудования.
- BLRT Valukoda OÜ — производство литейных форм.
- BLRT Refonda Baltic OÜ — скупка, переработка и продажа чёрного и цветного металлолома.
- Tallinn Shipyard OÜ — судоремонтная верфь, предлагающая комплексное решение по техническому обслуживанию, ремонту и переоборудованию судов.
- Marketex Marine OÜ — основным направлением деятельности является строительство морских комплексов, используемых в рыбном хозяйстве для разведения рыб. Специалистами предприятия было изготовлено более 400 барж по принципу «под ключ». Объём кормохранилищ от 100 до 850 тонн. Максимальный вес баржи – 800 тонн.
- Marketex Offshore Constructions OÜ — производство высокотехнологичного оборудования для буровых скважин на шельфе, фундаментов ветрогенераторов, кранов, лебёдок, подъёмников и оборудования для укладки труб.
- Marketex Vision OÜ — производство металлоконструкций и барж для рыборазведения.
- Elme Metall OÜ — с 2001 года занимается производством металлических изделий и заготовок, продажей и обработкой чёрного и цветного металлопроката, а также обработкой листового и сортового проката. В состав предприятия входит 6 сервисных центров и 14 складских комплексов общей площадью около 300 000 м². Представительства предприятия расположены в Эстонии, Латвии, Литве, Финляндии, Польше и (до 2022 года) России. Целевыми рынками являются страны Балтии, Скандинавии, Восточной и Центральной Европы.
- Elme Messer Gaas AS — производство и продажа технических, медицинских, пищевых и специальных газов.
- Elme Trans OÜ — услуги по международным перевозкам и аренде оборудования.
- Elme TKS OÜ — контроль материалов и сварных соединений.
- Tehnomet Survey OÜ — сервисная компания в сфере судоремонта и инспекции корпусных конструкций морских судов, основанная в 1998 году.
- Vene-Balti Sadam OÜ — портовые услуги.
- Aspidora AS — стивидорные услуги.
- Mereabi OÜ — комплексные услуги, специализированные решения и современные технологии услуг в области обслуживания судовых аварийно-спасательных и противопожарных средств.
- Noblessner Arendus OÜ — развитие недвижимости

и другие предприятия.
в Литве
- BLRT Western Shipyard[англ.] — судоремонтная верфь. На верфи установлен самый большой плавучий док в странах Балтии, длина которого 235 м, ширина 45 м и грузоподъемность 33 000 тонн. Док позволяет производить ремонт и модернизацию судов типа Postpanamax, Panamax и Aframax.
- Western Baltija Shipbuilding — судостроительный завод. На заводе строят стальные блоки, корпуса, морские буровые установки и платформы, рыболовные суда, автомобильные и пассажирские паромы «под ключ»

и другие предприятия.
в Финляндии
- Turku Repair Yard Ltd — судоремонтный завод. Длина сухого дока, крупнейшего в Северной Европе 265 м и ширина 70 м.
- Elme Metal Finland — производство металлических изделий и заготовок

и другие предприятия в Латвии, Польше и Норвегии.

## Ключевые моменты в деятельности концерна в 2000—2020-х годах
2002
Одна из крупнейших судоходных компаний скандинавских стран — Viking Line — впервые отправила свой пассажирский паром на ремонт в Таллин. Его выполнил концерн BLRT Grupp, заключив субподряд на изготовление, поставку и монтаж спонсонов массой 85 тонн с Выборгским судостроительным заводом.
2003
BLRT Grupp совместно с Рижским вагоностроительным заводом выиграл конкурс государственных закупок Литвы на ремонт дизель-поездов. Всего в капитальном ремонте нуждались 8 трёхвагонных поездов, стоимость госзакупки составила 6,4 млн евро. Половину поездов ремонтировал Рижский вагоностроительный завод, половину — предприятие BLRT Umeks.

Решение Таллинского уездного суда положило конец затянувшимся спекуляциям вокруг акций обанкротившегося в 1998 году Таллинского морского завода. К 2003 году BLRT Grupp инвестировал в реконструкцию слипа и эллинга Морского завода свыше 30 000 000 крон.
2009
Таллинская верфь концерна BLRT Grupp принял на работу 60 специалистов из Китая, преимущественно сварщиков. BLRT Grupp стал первой компанией Эстонии, которая начала завозить иностранную рабочую силу в страну. Ранее он принимал на работу украинцев и румын.
2010
BLRT Grupp состоит из 66 дочерних и 13 совместных предприятий, которые работают в Эстонии, Латвии, Литве, Финляндии, Норвегии, России, Польше и Украине. Благодаря развитой инфраструктуре концерна и мощной финансовой базе ему удалось избежать проблем с ликвидностью, которые в условиях экономического кризиса оказались фатальными даже для крупных компаний. 
2011

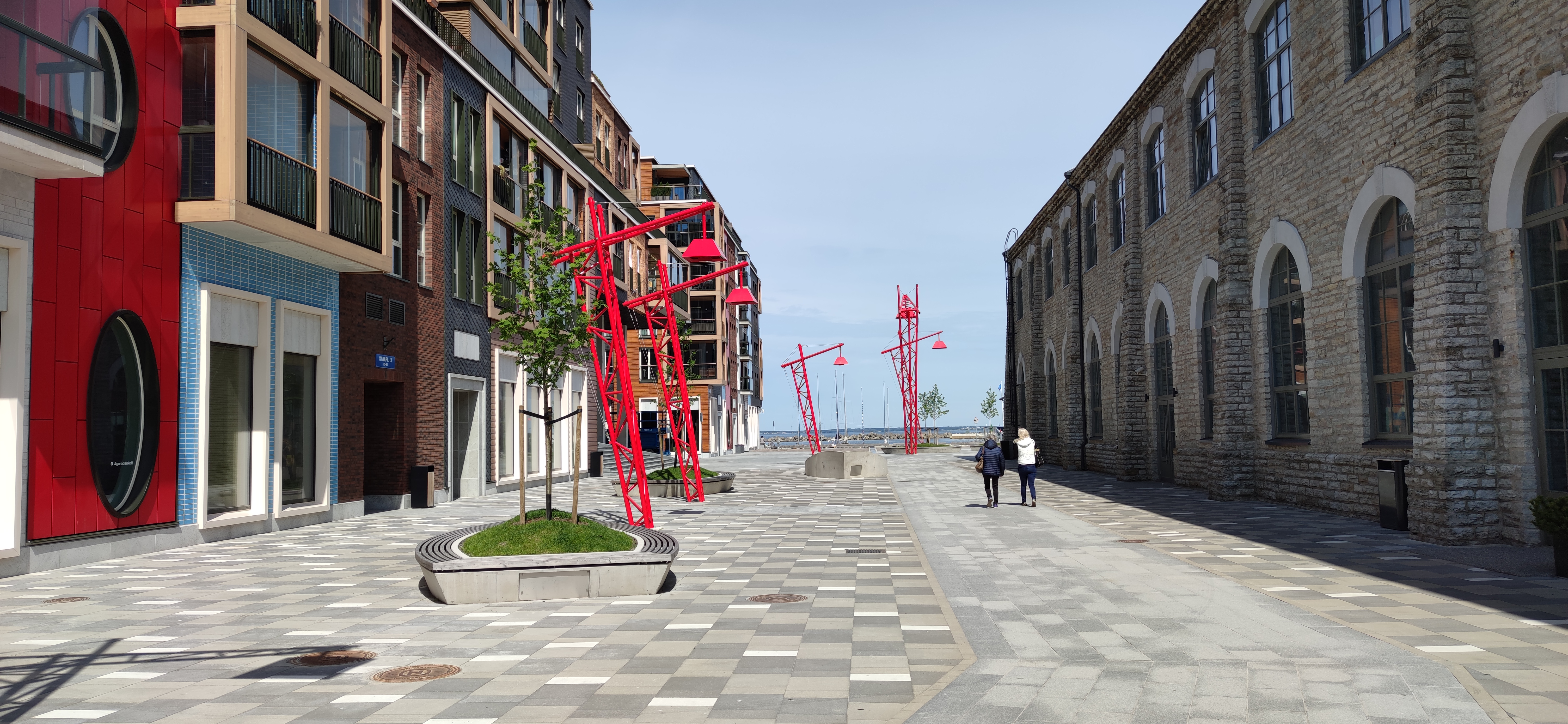
Квартал Ноблесснер, 2020 год

По сравнению с прошлым годом торговый оборот концерна вырос на 14,3%, чистая прибыль снизилась на 76,2 %. Основные причины снижения прибыли — убыточные результаты деятельности литовских компаний концерна, а также значительное снижение прибыли в области изготовления высокотехнологичных конструкций из стали. Объём инвестиций составил 64,2 млн. евро, из которых более 40 % инвестировано в продажи металлопродукции, что позволило концерну занять ведущую позицию в этом виде деятельности на Балтийском рынке. Фонд заработной платы членов правлений и директоров вырос на 65 %, что в основном было вызвано приобретением новых предприятий и увеличением числа руководителей на 33 % и обновлением топ-менеджеров.

Численность работников концерна выросла на 12,2 %, общий фонд заработной платы — на 10 %. Средний уровень заработной платы в концерне был значительно выше среднего уровня тех стран, где он осуществлял свою деятельность, в частности, в Эстонии выше на 30 %, в Литве — на 60%, в Латвии — на 38 %, в Финляндии — на 11 %.
2012
Убытки концерна составили 17 млн евро, одной из причин чего стал мировой экономический кризис.
2014

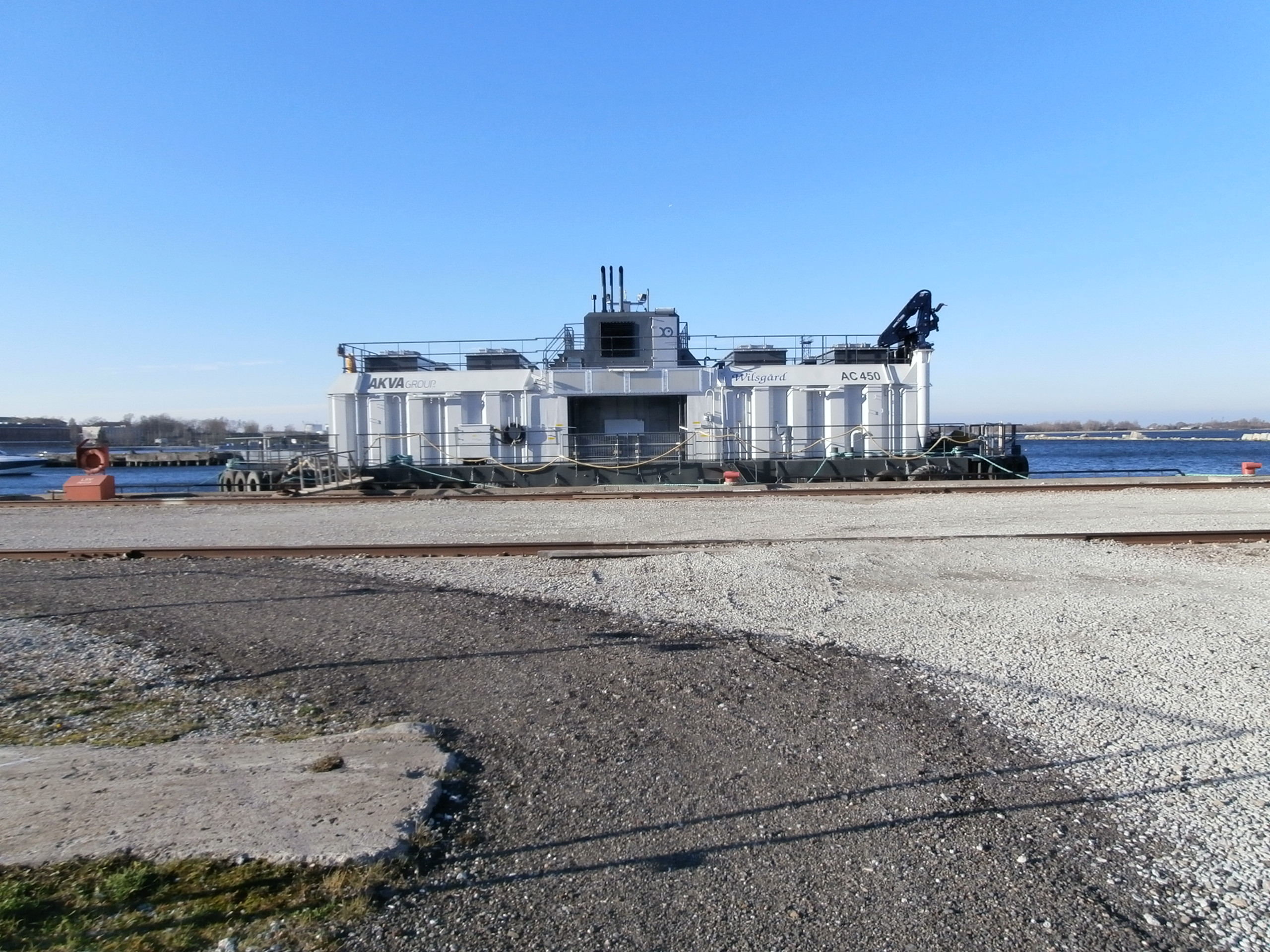
Построенная BLRT стальная баржа для разведения рыбы, 2014 год

После двух убыточных лет BLRT Grupp закончил год с прибылью. По сравнению с 2013 годом, торговый оборот вырос на 9 %. С целью обеспечения долгосрочного роста концерн запланировал в ближайшие пять лет инвестировать в свою деятельность более 120 млн евро, направив наиболее крупные инвестиции в Литву (в сферы судоремонта и стивидорной деятельности) и в Финляндию. Значительные суммы также выделены на развитие таллинского офисно-жилого квартала «Ноблесснер».

Marketex Marine, дочернее предприятие концерна BLRT Grupp, завершило строительство крупнейшей в мире стальной баржи для разведения рыбы с уникальной кормушкой. Размеры баржи: длина 40 метров, ширина 12 метров, вмещает 850 тонн корма.
2015
Нестабильная экономическая ситуация в мире в целом и кризис в металлургической отрасли в частности оказали значительное влияние как на деятельность предприятий концерна на целевых рынках, так и на общий результат концерна, что отразилось в снижении оборота реализации на 14 % по сравнению с предыдущим годом. Несмотря на это, концерн закончил год с прибылью, однако чистая прибыль сократилась на треть (с 10,3 млн до 6,8 млн евро). Доля экспорта в обороте составила 81,3 %.

Несколько лет длятся многочисленные судебные споры между миноритарными акционерами, в прошлом работавшими на руководящих должностях в BLRT, и семьёй Берманов, владеющей основным пакетом акций. Первопричина споров — отказ главных акционеров направить часть прибыли на выплату дивидендов. Госсуд Эстонии удовлетворил иск миноритарных акционеров BLRT Grupp, требовавших пересмотра годовой отчётности концерна и проведения специального аудита компании.
2016
BLRT Grupp приобрёл у черногорской компании Adriatic Shipyard Bijela плавучий док для установки на дочернем предприятии — судоремонтном заводе Western Shipyard в Клайпеде. Приобретение дока стало частью стартовавшего в 2015 году совместного проекта BLRT Group и Клайпедского государственного порта, целью которого является развитие портовой инфраструктуры и производственных мощностей действующих в порту операторов. Приобретённый док является крупным плавучим доком в Прибалтике.  
2017
По сравнению с 2016 годом  оборот концерна увеличился на 17,6 %, прибыль до выплаты налогов выросла на 92,4 %. Доля экспорта в обороте составила 83,6 %. Дивиденды компания решила не выплачивать. Сумма инвестиций составила 44 млн евро, большая их часть — в сферу судоремонта и судостроения. С целью расширить номенклатуру оказываемых услуг и занять одну из лидирующих позиций на рынке, концерн приобрёл предприятие по установке и обслуживанию морских спасательных средств. Несмотря на кризис в нефтегазодобывающей отрасли, BLRT Grupp приобрёл норвежскую компанию, имеющую свои технические разработки и решения для нефтегазодобывающей отрасли и сектора возобновляющейся энергетики.

Входящее в концерн литовское предприятие Western Shipyard приобрело 100 % акций норвежской компании Marine Technology AS, которая занимается подготовкой и управлением инжиниринговыми проектами. Основанная в 1994 году компания Marine Technology AS — один из крупнейших международных поставщиков оборудования для подводной транспортировки высоковольтных кабелей.

BLRT Grupp продолжил инвестировать в развитие недвижимости в районе Ноблесснер, где на территории площадью 15 гектаров строятся жилые дома с офисными и торговым и площадями на первом этаже,  пристани для яхт, рестораны, предприятия культуры и досуга, в частности семейный центр виртуальной реальности.
2018
В этом году BLRT Grupp должен был построить в Таллине один из крупнейших плавучих доков в странах Балтии, но из-за проблем с трудовыми мигрантами от инвестиций было решено отказаться. Док начал работу на Западной верфи BLRT Grupp в Литве, т. к. там нет квоты на трудовую иммиграцию. Всего 2015— 2018 годах концерн инвестировал в Клайпедскую верфь 100 млн евро. Численность персонала концерна составила около 3800 человек.

BLRT Grupp и голландская судоходная компания Spliethoff's Bevrachtingskantoor B.V. подписали контракт на модернизацию шести судов грузоподъёмностью 12 500 тонн. В сентябре вступила в силу Международная конвенция о контроле и управлении судовыми балластными водами и осадками, согласно которой суда, участвующие в международных перевозках, должны заменять или очищать балластные воды для защиты морской среды от чужеродных видов, переносимых через неё. В проектах модернизации используется технологическое решение GloEn-Patrol, разработанное южнокорейской компанией Panasia, которая является крупнейшим в мире производителем систем переработки балластных вод и лидером этого рынка. Южнокорейская компания Panasia – давний партнер BLRT Grupp. 
2020
Дочернее предприятие концерна Vakarų Baltijos Laivu Statykla выиграло государственный заказ на строительство парома для литовской государственной компании Smiltynės Perkėla за 6 млн евро. Новый 60-метровый паром сможет перевозить до тысячи пассажиров или 40 автомобилей и 600 пассажиров или восемь грузовиков общей массой 44 тонны.

Предприятие Marketex Marine построило и передало уникальную рыбную ферму своему давнему партнеру, лидеру мирового рынка аквакультуры — норвежской компании AKVA group. Размеры фермы: длина — 64,8 метра, ширина — 12 метров, объём кормушки — 800 тонн рыбного корма.
2021
По сравнению с прошлым годом, торговый оборот BLRT Grupp упал на 4,6 %, в то же время чистая прибыль группы выросла на 32,6 %.

В рамках совместного девелоперского проекта Merko Ehitus и BLRT Gruup продолжают возведение квартала «Ноблесснер».
2022
По сравнению с прошлым годом консолидированная выручка от продаж BLRT Grupp выросла на 37,4 %, чистая прибыль концерна выросла почти на 14 %.

Концерн продал зарегистрированные в России предприятия ООО «БСРЗ», ООО «БСРЗ-Инвест», ООО «Элмета», ООО «Элме Металл Рус» и ООО «Мареко».
2023
По сравнению с прошлым годом консолидированный торговый оборот снизился на 0,5 %, размер чистой прибыли упал на 97 %.
2024
BLRT Grupp открыл в Копли крупнейший в Эстонии плавучий док для обслуживания, ремонта и модернизации судов. Плавучий док, построенный в Турции и отбуксированный в Эстонию морем, имеет длину 180 метров, ширину 30 метров и грузоподъёмность до 10 тысяч тонн.

Принадлежащий BLRT Grupp латвийский cудостроительный завод Western Baltija Shipbuilding подписал контракт с крупнейшей паромной компанией Норвегии Torghatten Nord AS на строительство полностью электрического парома. Размеры предназначенного для перевозки пассажиров, автомобилей и грузов парома составят: длина — 73, 3 метра, ширина — 14,3 метра.

После вторжения России на Украину BLRT Grupp столкнулся с массовым оттоком украинских рабочих, заменять которых пришлось работниками из Азии. До этого на двух заводах концерна (в Эстонии и Литве) работали около четырёхсот человек из Украины. Отрицательное влияние на работу концерна оказывает продолжающийся экономический кризис.

## Показатели концерна
| Показатель / год                   | 2010  | 2011    | 2012    | 2013    | 2014    | 2015    | 2016    | 2017    | 2018    | 2019    | 2020    | 2021    | 2022    | 2023    |
| ---------------------------------- | ----- | ------- | ------- | ------- | ------- | ------- | ------- | ------- | ------- | ------- | ------- | ------- | ------- | ------- |
| Торговый оборот, млн евро          | 303,8 | ↗ 347,3 | ↗ 371,2 | ↗ 378,4 | ↗ 411,0 | ↘ 353,0 | ↘ 339,9 | ↗ 399,9 | ↗ 425,8 | ↘ 410,4 | ↘ 391,6 | ↗ 538,0 | ↘ 535,3 | ↘ 484,2 |
| Чистая прибыль (–убыток), млн евро | 41,9  | 9,8     | –16,9   | –14,7   | 10,3    | 6,8     | 9,6     | 18,5    | 15,1    | 17,8    | 23,6    | 26,9    | 0,7     |         |

Согласно годовому отчёту о хозяйственной деятельности предприятия, в 2022 году 48,1 % торгового оборота составила продажа товаров и 51,9 % — продажа услуг и собственной продукции;  82,2 % оборота составил экспорт и 17,8 % оборота было заработано в Эстонии. Крупнейшими государствами-экспортёрами были Литва, Финляндия, Латвия, Германия, Нидерланды и Норвегия. 
В том же году концерн инвестировал в материальное и нематериальное основное имущество и в недвижимость 41,5 млн евро, что на 15,5 млн евро больше, чем в 2021 году. Финансовые инвестиции в акции и доли дочерних предприятий, а также финансирование филиалов и прочие финансовые инвестиции составили в сумме 6,7 млн евро.

## Оценка деятельности
В 2011 году на конкурсе лучших предприятий Эстонии, организованному Целевым учреждением поддержки предпринимательства (EAS), Торгово-промышленной палатой Эстонии и Центральным союзом работодателей концерн BLRT Grupp в седьмой раз был признан самым конкурентоспособным промышленным предприятием Эстонии. При этом, в составляемом Эстонской торгово-промышленной палатой и Эстонским центральным союзом работодателей рейтинге «Топ-таблица конкурентоспособности предприятий Эстонии» за 2011 год BLRT Grupp заняло второе место, уступив в рейтинге конкурентоспособности лишь оператору мобильной связи ЕМТ. В 2010 году BLRT Grupp занимал в аналогичном рейтинге всего 36-е место.
В 2012 году Касса страхования от безработицы назвала BLRT Grupp в числе лучших работодателей.

Суда на ремонте на таллинской судоверфи концерна BLRT Grupp
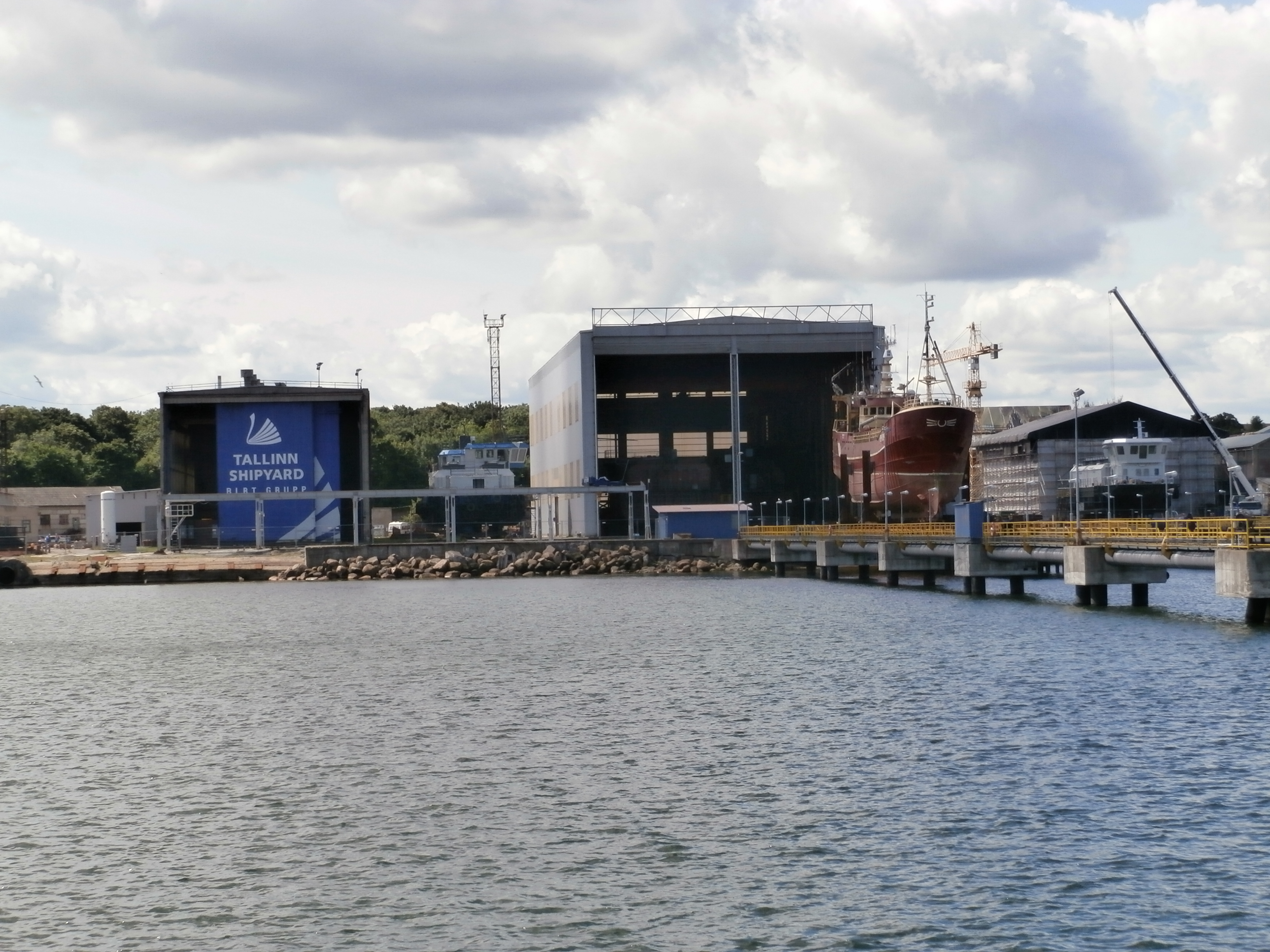
«Nessie»
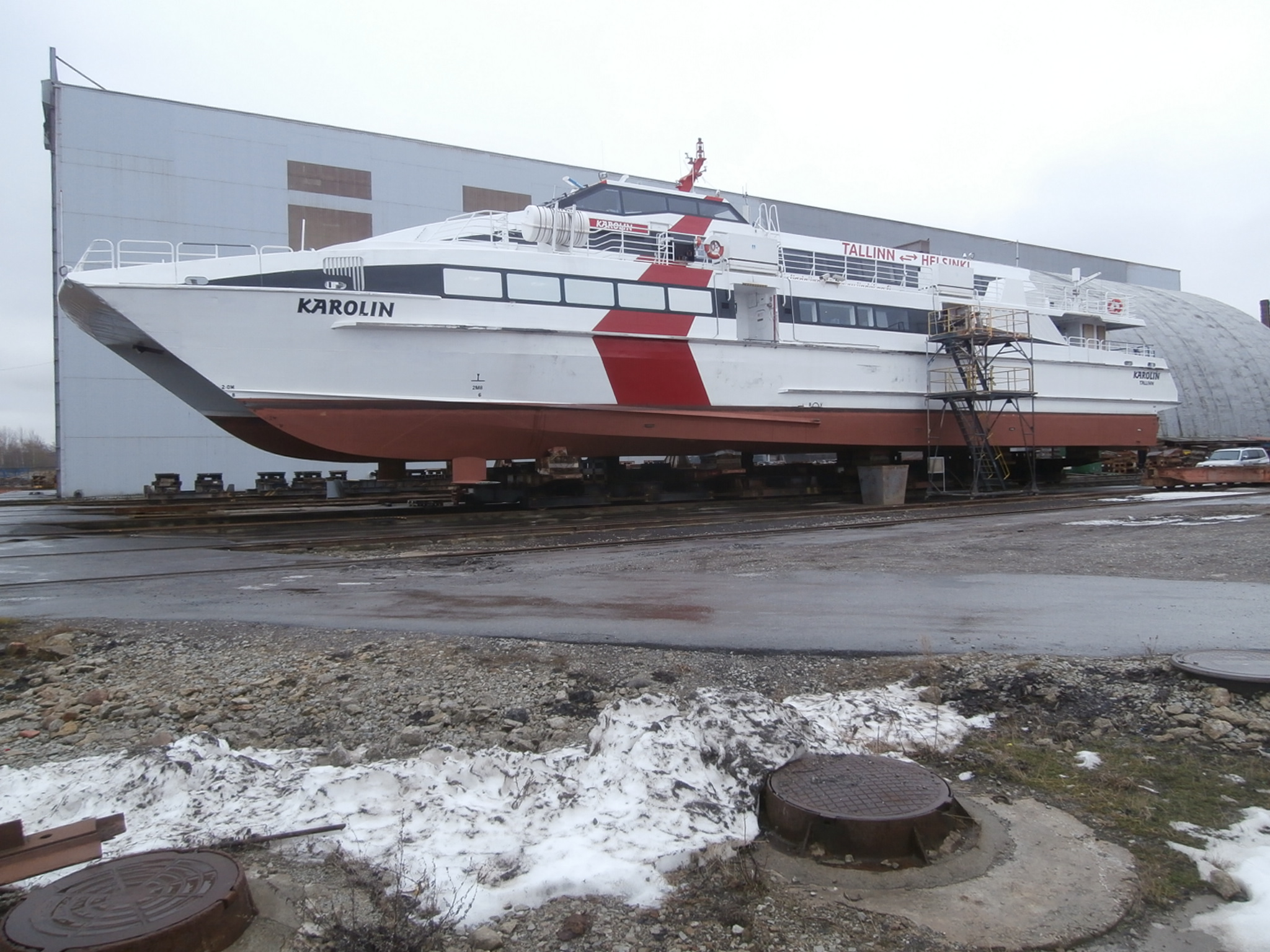
«Karolin»
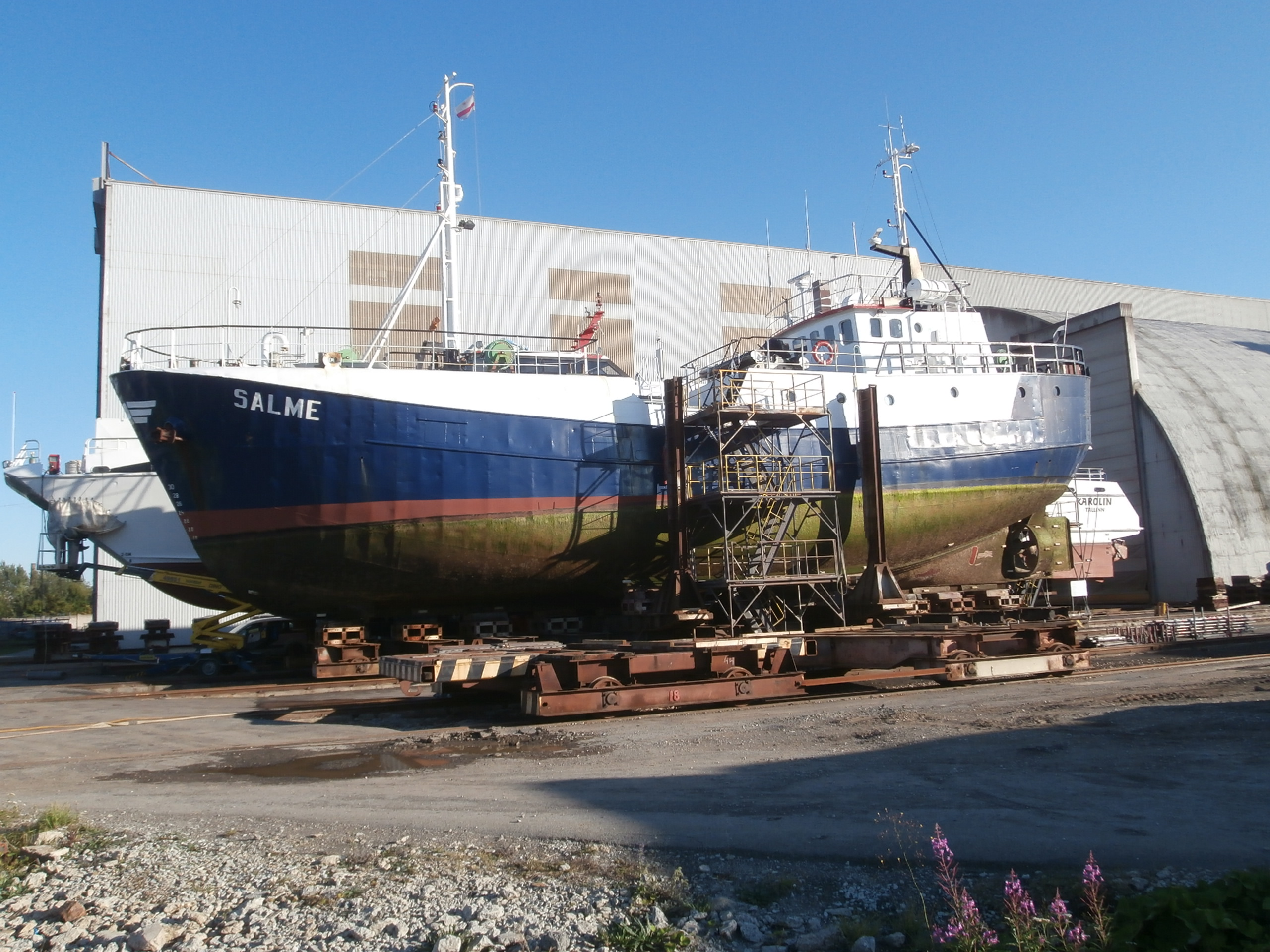
«Salme»
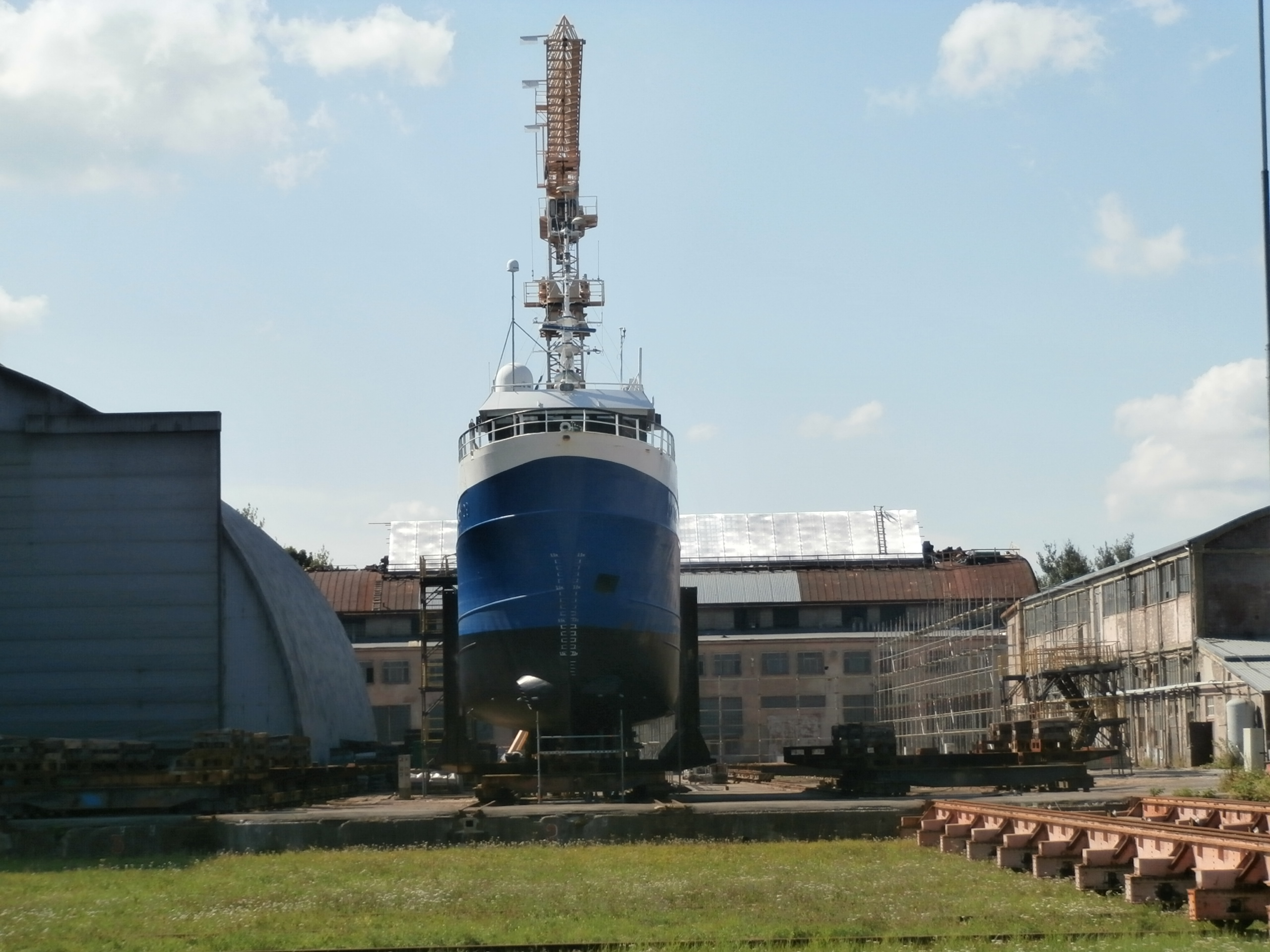
«Shemara»
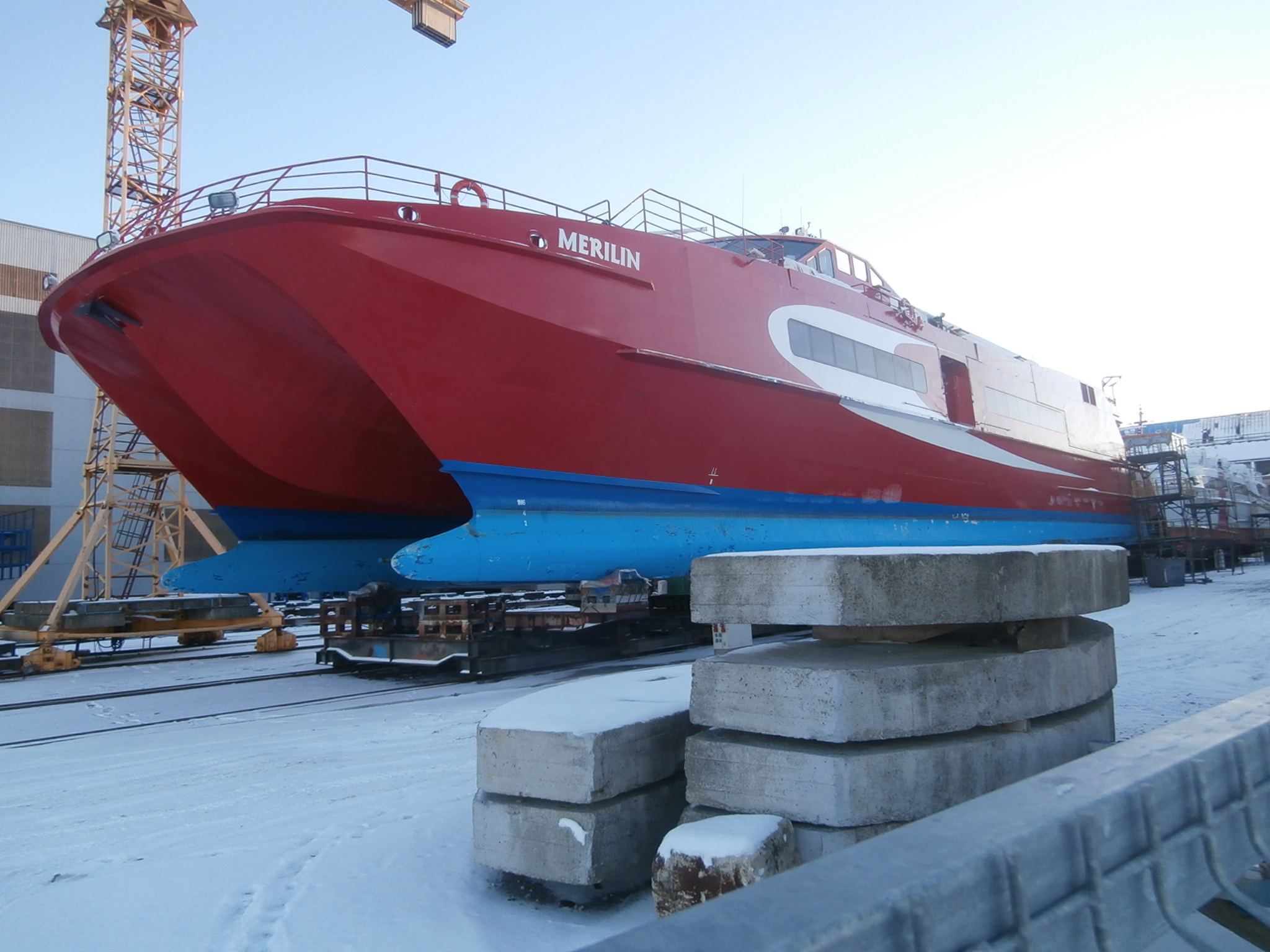
«Merilin»
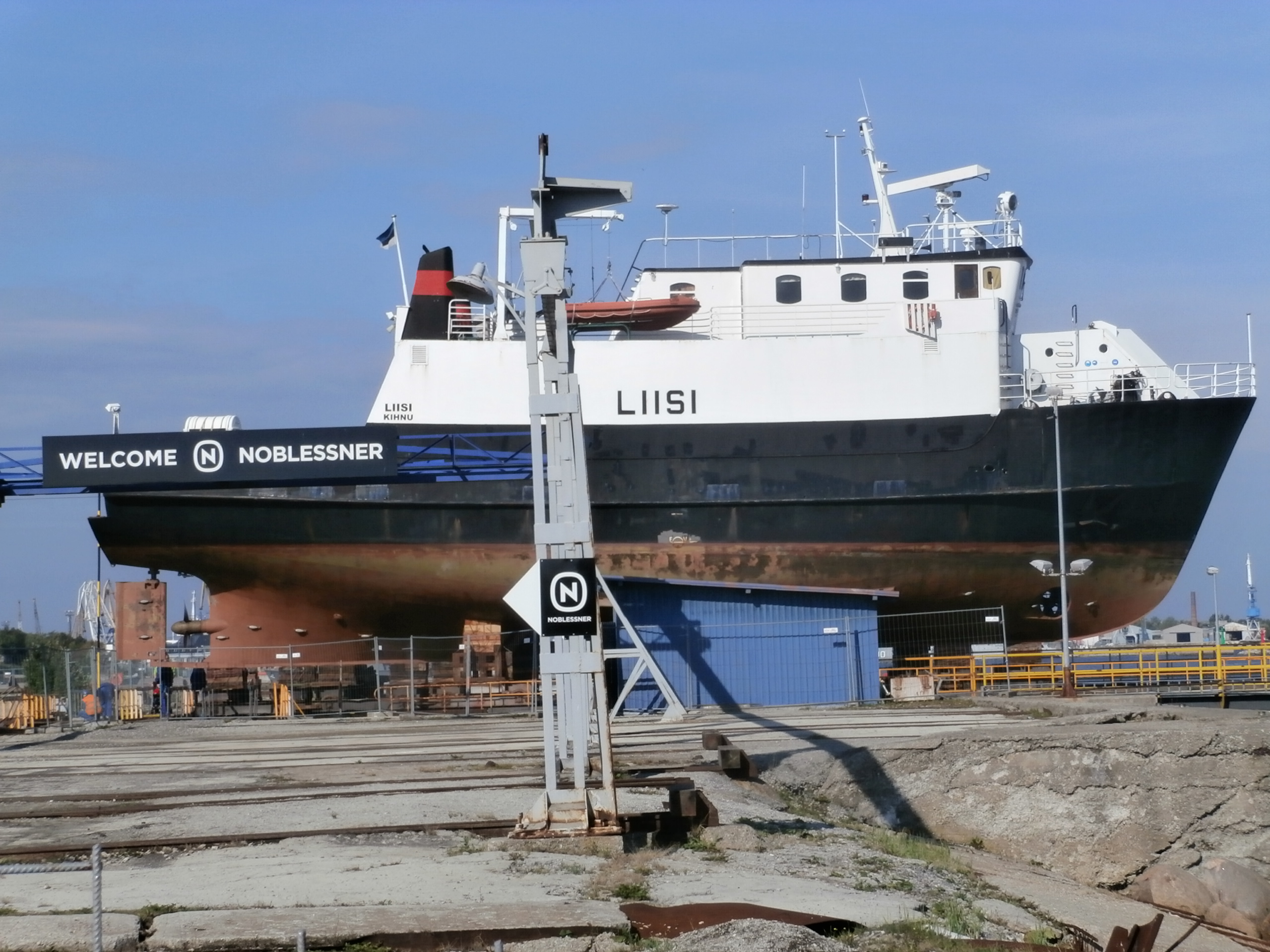
«Liisi»